# Acanthodoras cataphractus
Acanthodoras cataphractus är en fiskart som först beskrevs av Carl von Linné 1758.  Acanthodoras cataphractus ingår i släktet Acanthodoras och familjen Doradidae. Inga underarter finns listade i Catalogue of Life.